# 埃塞俄比亚海军
埃塞俄比亚海军（羅馬化：ye’ītiyop’iya baḥiri ḫayil, F.D.R.E. Naval Force），是埃塞俄比亚国防军中的海军。成立于1955年，时称埃塞俄比亚帝国海军。1974年后改称埃塞俄比亚海军。1991年厄立特里亚独立后，埃塞俄比亚成为内陆国，1996年海军解散。自2019年起，埃塞俄比亚开始重建其海军。

## 埃塞俄比亚帝国海军

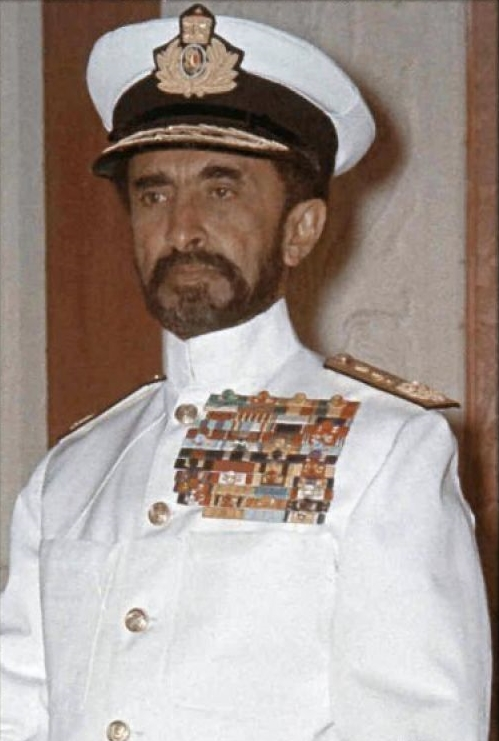
海尔·塞拉西一世身着海军制服

### 成立
埃塞俄比亚帝国海军成立于1955年。1956年，海尔·塞拉西一世海军基地在马萨瓦建成。首艘舰艇于1957年交付海军。

### 组织
1958年，海军成为独立的军种，与埃塞俄比亚陆军和埃塞俄比亚空军并列，为埃塞俄比亚的三军之一，由帝国武装部队总参谋长统一指挥。此外海军副司令的总部设在亚的斯亚贝巴。海军的愿景是打造一支沿海海军，用于巡逻红海沿岸。

### 训练
早在埃塞俄比亚控制厄立特里亚之前，英国皇家海军就已将埃塞俄比亚人员借调到其在厄立特里亚的基地，为他们提供海军训练。1956年，海军学院在阿斯馬拉建立。1957年，海军士官学校在马萨瓦成立。此外在阿萨布、阿斯馬拉、马萨瓦都建有士兵训练中心。
海尔·塞拉西一世任命了25名挪威皇家海軍军官来帮助训练新成立的埃塞俄比亚海军。退休的英国皇家海军军官也担任过培训人员和顾问。一些埃塞俄比亚帝国海军军官在意大利里窝那的意大利海军学院和美国安纳波利斯海军学院接受了教育。

### 舰艇

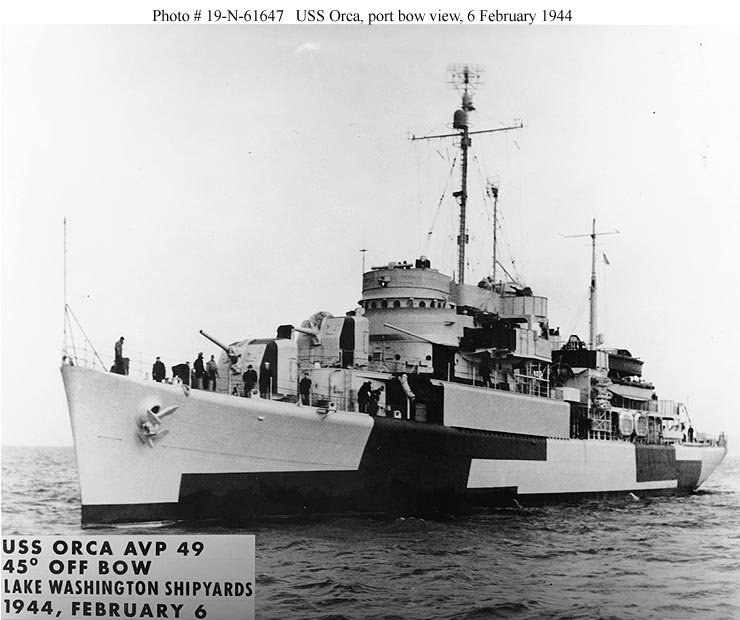
美国水上飞机母舰USS Orca，后成为埃塞俄比亚号（A-01）训练舰

埃塞俄比亚帝国海军主要使用从美国和欧洲转移过来的小型舰艇。1957年，埃塞俄比亚海军获得了其首艘舰艇，以民族英雄Zerai Deres命名。该舰之后在1959年转移给意大利海军，命名为Vedetta号护卫舰（F 597）。1962年，美国海军向埃塞俄比亚转移了一艘水上飛機母艦（AVP-49），被更名为埃塞俄比亚号（A-01）并用作训练舰。在埃塞俄比亚海军解散前，埃塞俄比亚号（A-01）一直是海军最大的舰艇（满载排水量2,800吨）。

## 1974年至1996年

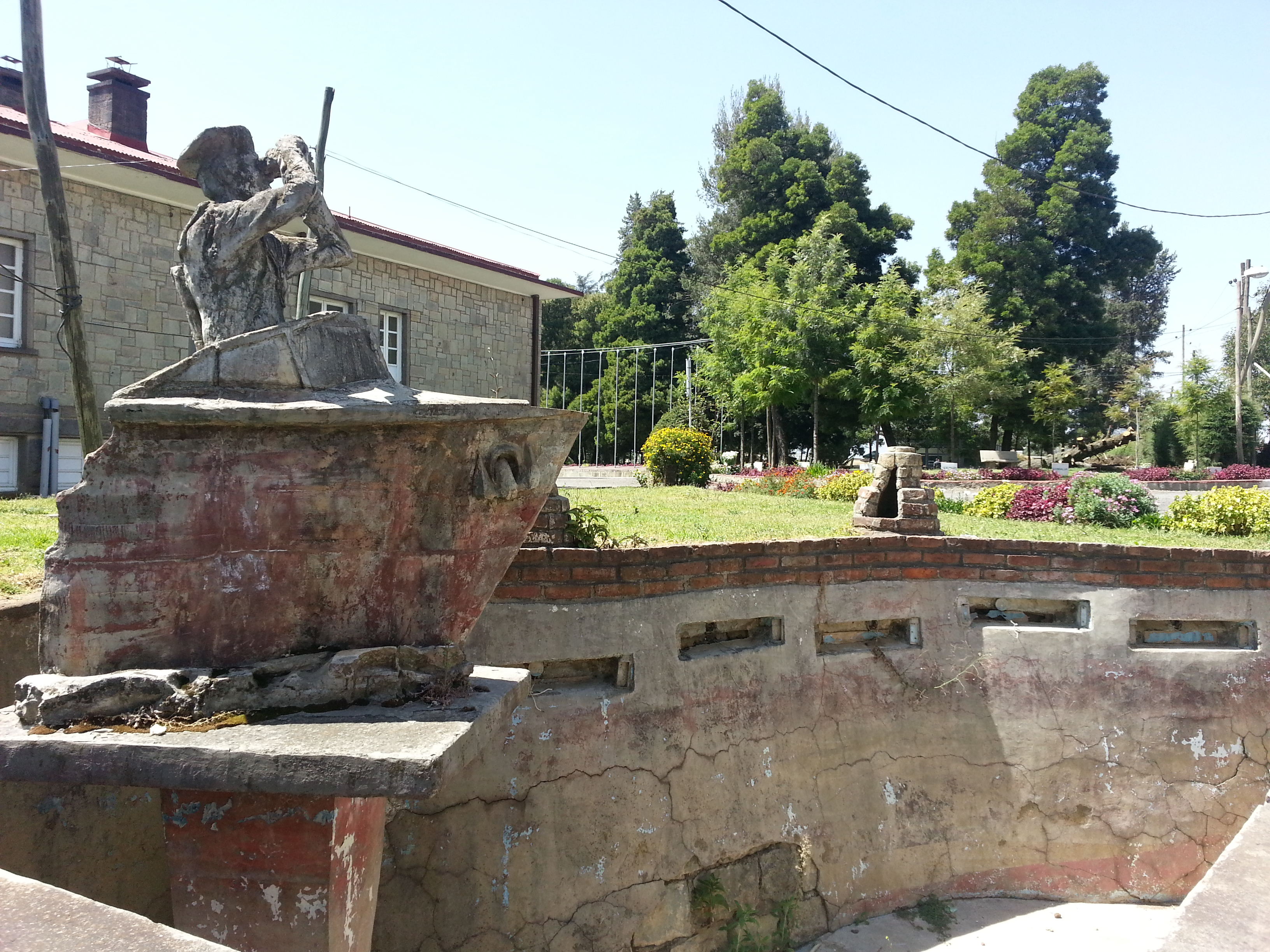
埃塞俄比亚海军前总部纪念碑

### 变更
1974年，海尔·塞拉西一世被罢黜，埃塞俄比亚帝国海军改名为埃塞俄比亚海军，并转向苏联援助。海军军官前往列宁格勒和巴库的苏联海军学院学习。苏联开始在阿萨布建设海军基地，并在阿斯马拉机场部署海军航空兵。此外，苏联海军人员也在埃塞俄比亚海军学院担任教官。

### 装备
在这一时期，埃塞俄比亚海军以苏式装备为主。1977年，美国停止向埃塞俄比亚出售武器。到1991年，埃塞俄比亚海军拥有两艘别佳级护卫舰、四艘205蚊子级导弹快艇、各型鱼雷艇、巡逻艇、两栖登陆艇，大部分舰艇都来自苏联。海军的6架UH-1直升機被转移给空军。海军还有一个岸防旅，装备有两台P-15导弹发射车。

### 参与行动
- 1977年4月，海军损失了一艘巡逻艇P-11。
- 在欧加登战争中，海军碌碌无为。门格斯图政府因而开始将资源转给陆军和空军。
- 1990年3月，厄立特里亚人民解放阵线占领马萨瓦，海军失去了其主要港口。其他海军基地连接内陆的公路也被切断。海军总部被迫迁往亚的斯亚贝巴。一艘别佳级护卫舰F1616受创且无法修复。
- 1991年春，由于本国港口皆陷入险境，埃塞俄比亚海军开始使用吉布提、沙特阿拉伯和也门的港口。
- 1991年5月下旬，厄立特里亚人民解放阵线占领了阿斯马拉并包围了阿萨布，其地面部队在港口击沉了7艘埃塞俄比亚海军舰艇。5月25日，14艘能够出海的舰艇逃离阿萨布，其中10艘驶往也门，其他驶往沙特阿拉伯。阿萨布之后很快也易手。[3]

### 解散
1991年厄立特里亚独立后，埃塞俄比亚成为内陆国，其海军处在没有本国母港的窘境。1993年，也门驱逐了留在其港口的埃塞俄比亚海军。其最大舰艇埃塞俄比亚号（A-01）已成为废船，并在同年以废品出售。其他一些残破到不能适航的舰艇也在也门被直接凿沉或报废。
一些仍可以航行的海军舰艇转移基地到吉布提。 1996年9月16日，因埃塞俄比亚海军拖欠港口费，吉布提将剩下的舰艇没收并拍卖。厄立特里亚购买了其中4艘，包括1艘205蚊子级导弹快艇和3艘Swiftships巡逻艇，其余的则被报废。同年，埃塞俄比亚海军在亚的斯亚贝巴的总部也解散，仅剩的一艘巡逻艇GB-21被运往塔納湖，交由陆军操作。

## 重建海军
- 2019年，总理阿比·艾哈邁德·阿里与法国总统马克龙签署了国防协议，协议中包括了海军建设。[8][9]
- 2019年，金杜·格祖（Kindu Gezu）被任命为海军总负责人。[10][11][12]
- 2021年，埃塞俄比亚海军发布了其新军徽、肩带和制服。新军徽中间为锚，周边环绕橄榄叶。[1]
- 2021年，法国暂停了埃塞俄比亚海军建设的协议。[13]